# Самбал (соус)
Самбал (индон. sambal) — индонезийский соус или паста, обычно изготавливаемый из смеси различных перцев чили с вторичными ингредиентами, такими как лук-шалот, креветочная паста, чеснок, имбирь, тростниковый или пальмовый сахар, лимон, лайм и др. Название соуса, sambal, является индонезийским заимствованием из яванского языка (sambel). Соус также популярен в Малайзии, Шри-Ланке, Брунее и Сингапуре. Вместе с индонезийцами он также распространился в Нидерланды и Суринам.
Различные вариации самбала обычно подаются как горячие и пряные приправы для блюд из сырых овощей (lalab), к рыбе на гриле (ikan bakar), жареной рыбе (ikan goreng), жареной курице (ayam goreng) и цыплёнку (ayam penyet), жареным говяжьим рёбрышкам (iga penyet) и индонезийским супам сото. В Индонезии насчитывается 212 вариантов самбала, большинство из которых происходят с Явы.

## История
Основной ингредиент соуса, перец чили рода Capsicum, не является родным для Юго-Восточной Азии. Традиционные виды, используемые в рецептах самбала, это кайенский перец (Capsicum frutescens) и зелёный перец чили (Capsicum annuum). Эти виды родом из Западного полушария и появились на индонезийском архипелаге в XVI веке благодаря португальским и испанским морякам во время Колумбова обмена.
Но население индонезийского архипелага уже было знакомо с аналогичным типом острого вкуса до XVI века. Острая пряность под названием «кабиа» (cabya) стала ценным товаром на яванском рынке ещё в эпоху древнего царства Матарам примерно в X веке. Историки предполагают, что до появления стручкового перца из Северной и Южной Америки в XVI веке именно кабиа широко использовалась и выращивалась в качестве острой специи на Яве. Кабиа до сих пор используется на Яве, но огромная популярность чили в конечном итоге вытеснила потребление кабиа, сегодня она используется только в традиционных лекарственных травах и в производстве джаму — традиционного яванского травяного напитка. В наши дни растение считается редким. Другие историки предполагают, что именно имбирь использовался в качестве основной жгучей приправы в составе древнего рецепта самбала. Имбирь, а также местные специи cabya и andaliman являются одними из самых ранних «жгучих» ингредиентов в древнем самбале, с последующим введением чёрного перца из Индии примерно в XII веке, и, наконец, перца чили из Северной и Южной Америки в XVI веке.
В яванской рукописи Серата Чентини (1819—1912) записано 16 вариантов самбала на Яве. Книга рецептов Mustika Rasa (1967), написанная и составленная Hartini Sukarno, содержит 63 рецепта самбала. В 2017 году Мурдияти Гарджито (Murdijati Gardjito), исследователь продуктов питания из Университета Гаджа Мада, выявил сотни вариантов самбала в Индонезии. 212 из них имеют четкое происхождение, в то время как 43 имеют неясное происхождение. Большинство вариантов самбала (43 %) найдено на Яве, 20 % на Суматре, Бали и Западная Нуса-Тенгара имеют 8 %, а остальные распределены между Малуку, Калимантаном и Сулавеси.

## Приготовление

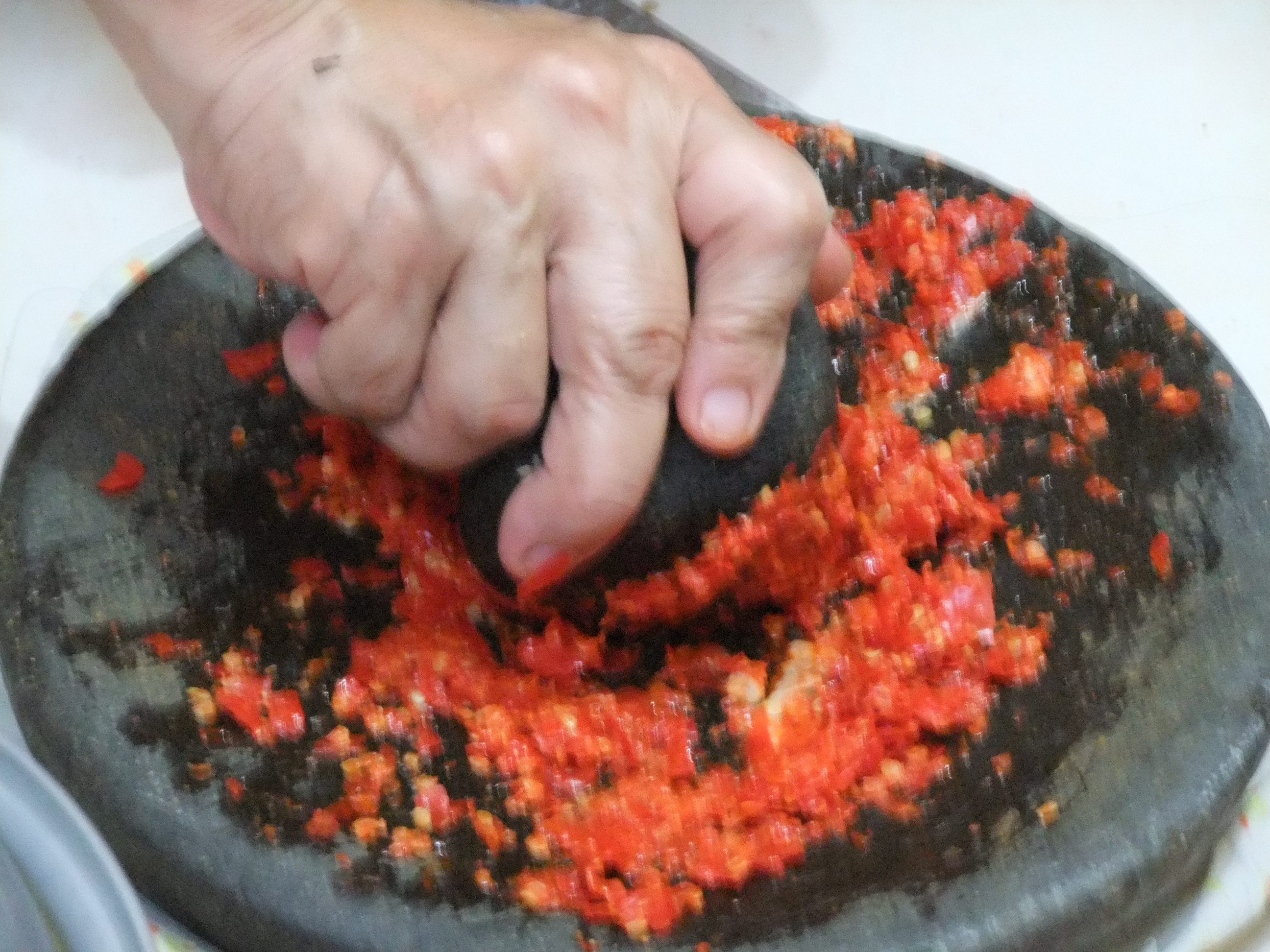
Приготовление соуса самбал

Традиционно свежий самбал изготавливают вручную в каменной ступке с пестиком.
Самбал можно подавать в сыром или приготовленном виде. В Индонезии есть две основные категории самбала: sambal masak (приготовленный) и sambal mentah (сырой). Приготовленный самбал варится, что приводит к отчетливому вкусу и аромату, в то время как сырой самбал смешивается с дополнительными ингредиентами и обычно употребляется немедленно. Самбал-масак или приготовленные самбалы более распространены в западной Индонезии, в то время как самбал-ментах или сырые самбалы более распространены в восточной Индонезии.
Перец чили, чеснок, лук-шалот и помидоры часто перетираются с помощью ступки, в то время как креветочная паста (terasi или belacan) сначала обжаривается, чтобы убить едкий запах, а также выпустить аромат. Самбал может быть приготовлен с запасом, так как его можно легко хранить в хорошо закрытой стеклянной банке в холодильнике в течение недели, чтобы подавать с едой в качестве приправы. Однако, некоторые домашние кулинары и рестораны готовят свежеприготовленный самбал всего за несколько минут до употребления, чтобы обеспечить его свежесть и вкус; это известно как sambal dadak (букв. «импровизированный sambal» или «недавно сделанный sambal»). Тем не менее, в большинстве уличных фастфудов (warung) и ресторанов, самбал часто готовится ежедневно в большом количестве и предлагается как горячая и пряная приправа.
Сегодня некоторые бренды готового, расфасованного, быстрорастворимого или готового к употреблению самбала доступны в уличных палатках с едой, на традиционных рынках, в супермаркетах и магазинах товаров повседневного спроса. По сравнению с традиционными самбалами, бутилированные самбалы часто имеют более жидкую текстуру, более однородное содержание как томатный кетчуп, благодаря производственному процессу, управляемому машиной. Традиционно сделанные самбалы, размолотые в пестике и ступке, обычно имеют грубую текстуру и консистенцию.
Несколько брендов производят самбал в бутылках, например: Huy Fong Foods' sambal oelek, Heinz ABC Sambal terasi и Sambal Indofood.